# Hua Thanh
Hua Thanh là một xã thuộc huyện Điện Biên, tỉnh Điện Biên, Việt Nam.

## Địa lý
Xã Hua Thanh nằm ở phía bắc huyện Điện Biên, có vị trí địa lý:
- Phía đông giáp thành phố Điện Biên Phủ
- Phía tây giáp Lào
- Phía nam giáp Lào và xã Thanh Nưa
- Phía bắc giáp xã Mường Pồn.

Xã Hua Thanh có diện tích 73,46 km², dân số năm 2022 là 3.726 người,  mật độ dân số đạt 50 người/km².

## Hành chính
Xã Hua Thanh được chia thành 10 bản: Co Pục, Na Hý, Na Ten, Nậm Ty 1, Nậm Ty 2, Pa Sáng, Tâu 1, Tâu 2, Tâu 3, Xá Nhù.

## Lịch sử
Ngày 25 tháng 8 năm 2012, Chính phủ ban hành Nghị quyết số 45/NQ-CP về việc thành lập xã Hua Thanh trên cơ sở điều chỉnh 7.217,93 ha diện tích tự nhiên với 3.358 nhân khẩu và 10 bản: Nậm Ty 1, Nậm Ty 2, Pa Sáng, Xá Nhù, Tâu 1, Tâu 2, Tâu 3, Co Pục, Na Ten, Na Hý của xã Thanh Nưa.